# Cliff Griffith
Cliff Griffith (Nineveh, Indiana, 6 februari 1916 - Rochester, Indiana, 23 januari 1996) was een Amerikaans Formule 1-coureur. Hij reed 3 races; de Indianapolis 500 van 1951, 1952 en 1956.